# سول كاليبر 3
سول كاليبر 3 (ソウルキャリバーIII Sōrukyaribā Surī)  هي الجزء الرابع من سلسلة سول كاليبر، من تطوير بروجكت سول، ونشر نامكو عام 2005 لأجهزة بلاي ستيشن 2.

## استقبال
| استقبال |        |
| --- | ------ |
| مجموع النقاط المجموع نقاط ميتاكريتيك 86/100 [ 2 ] نتائج المراجعة نشرة نقاط 1أب.كوم A [ 3 ] إدج 8/10 [ 2 ] إلكترونك غيمينغ مونثلي 9/10 [ 2 ] يورو غيمر 8/10 [ 4 ] غيم برو 4/5 [ 5 ] غيم سبوت 8.2/10 [ 6 ] آي جي إن 8.5/10 [ 7 ] |        |
| مجموع النقاط |        |
| المجموع | نقاط   |
| ميتاكريتيك | 86/100 |
| نتائج المراجعة |        |
| نشرة | نقاط   |
| 1أب.كوم | A      |
| إدج | 8/10   |
| إلكترونك غيمينغ مونثلي | 9/10   |
| يورو غيمر | 8/10   |
| غيم برو | 4/5    |
| غيم سبوت | 8.2/10 |
| آي جي إن | 8.5/10 |

## روابط خارجية
- الموقع الرسمي (باللغة الإنجليزية)
- الموقع الرسمي
 باللغة اليابانية
- سول كاليبر 3 على موبي غيمز

1. ↑  "Soulcalibur™III". مؤرشف من الأصل في 2020-08-07.
2. 1 2 3  "SoulCalibur III for PlayStation 2 Reviews, Ratings, Credits, and More at Metacritic". Metacritic.com. مؤرشف من الأصل في 2022-05-21. اطلع عليه بتاريخ 2012-02-11.
3. ↑  Chou، Che (21 أكتوبر 2005). "Soulcalibur III Review for PS2 from". 1UP.com. مؤرشف من الأصل في 2010-01-05. اطلع عليه بتاريخ 2012-02-11.
4. ↑  Reed، Kristan (20 ديسمبر 2005). "SoulCalibur III Review • Reviews •". Eurogamer.net. مؤرشف من الأصل في 2022-05-21. اطلع عليه بتاريخ 2012-02-11.
5. ↑  "PCWorld - News, tips and reviews from the experts on PCS, Windows, and more". 7 يونيو 2011. مؤرشف من الأصل في 2011-06-07. اطلع عليه بتاريخ 2012-02-11.
6. ↑  "Soul Calibur III Review". GameSpot.com. 25 أكتوبر 2005. مؤرشف من الأصل في 2022-05-21. اطلع عليه بتاريخ 2013-12-21.
7. ↑  Ivan Sulic. "Soulcalibur III - PlayStation 2 Review at IGN". Ps2.ign.com. مؤرشف من الأصل في 2022-05-21. اطلع عليه بتاريخ 2012-02-11.

1. ↑  Released by سوني إنتراكتيف إنترتينمنت in PAL regions.[1]